# Dolichoderus passalomma
Dolichoderus passalomma es una especie extinta de hormiga del género Dolichoderus, subfamilia Dolichoderinae. Fue descrita científicamente por Wheeler en 1915.
Habitó en Rusia. Fue hallado en la región Báltica.